# Gymnetis pudibunda
Gymnetis pudibunda är en skalbaggsart som beskrevs av Hermann Burmeister 1866. Gymnetis pudibunda ingår i släktet Gymnetis och familjen Cetoniidae. Inga underarter finns listade i Catalogue of Life.